# Cataulacus taprobanae
Cataulacus taprobanae är en myrart som beskrevs av Smith 1853. Cataulacus taprobanae ingår i släktet Cataulacus och familjen myror. Inga underarter finns listade.